# پیش‌خورد
پیش‌خورد (به انگلیسی: Feedforward) یا پیش‌خور یا فیدفوروارد فراهم کردن بستری است که فرد می‌خواهد پیش از آن که ارسال‌کند، ارتباط برقرار کند. در فعالیت هدفمند، پیش‌خورد چشم‌داشتی (به انگلیسی: expectation) را ایجاد می‌کند که عملگر (به انگلیسی: actor) آن را پیش‌بینی (به انگلیسی: anticipates) می‌کند. هنگامی که تجربه مورد انتظار رخ می‌دهد، این بازخورد پی‌افزا (به انگلیسی: confirmatory) را ارائه می‌دهد.

## ریشه‌شناسی
این اصطلاح توسط آی.ای. ریچاردز زمانی که او در هشتمین کنفرانس میسی شرکت کرد توسعه یافت. آی.ای. ریچاردز منتقد ادبی با علاقه خاصی به بلاغت بود. کاربردشناسی زیر شاخه ای در زبان‌شناسی است که بر استفاده از مفهوم برای کمک به معنا تمرکز دارد. در نوشتار کنفرانس میسی، ریچاردز خاطرنشان کرد: «به نظر من، پیش‌خورد، وارونِ شرط ضروری چیزی است که سایبرنتیک و اتوماسیون آن را بازخورد» می‌نامند. ریچاردز متعاقباً ادامه داد: «نکته این است که پیش‌خورد نسخه یا طرح مورد نیاز برای بازخورد است، که بازخورد واقعی ممکن است آن را تایید کند یا نکند». این اصطلاح توسط جامعه سایبرنتیک انتخاب و توسعه داده شد. این امر باعث شد تا این کلمه به حوزه‌های خاص‌تری مانند سامانه‌های کنترل، مدیریت، شبکه‌های عصبی، مطالعات شناختی و علوم رفتاری معرفی شود.

## کاربردهای مختلف پیش‌خورد

### کنترل
پیش‌خورد نوعی عنصر یا مسیر درونی یک سامانه کنترلی است. کنترل پیش‌خورد از اندازه‌گیری ورودی اغتشاش برای کنترل ورودی دستکاری‌شده استفاده می‌کند. این با بازخورد، که از اندازه‌گیری هر خروجی برای کنترل ورودی دستکاری‌شده استفاده می‌کند، متفاوت است.

### مدیریت
پیشخورد‍ در زمینه مدیریت اعمال شده‌است. اغلب شامل ارائه یک پیش‌بازخورد به شخص یا سازمانی است که از آن انتظار بازخورد دارید.

### شبکه عصبی
شبکه عصبی پیش‌خوردی نوعی شبکه عصبی مصنوعی است.

### علوم رفتاری و شناختی
پیش‌خورد مفهوم یادگیری از آینده در مورد رفتار مطلوبی است که موضوع تشویق به پذیرش می‌شود.